# Панчен-лама

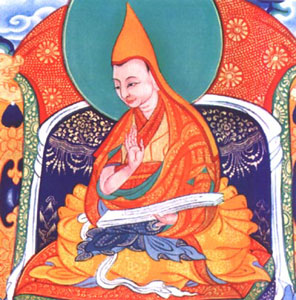
Khedrup Je, перший Панчен-лама

П́анчен-л́ама (тиб. པན་ཆེན་བླ་མ་, Вайлі: pan chen bla ma, кит.: 班禪喇嘛) — другий за рангом лама після Далай-лами в школі Гелуг тибетського буддизму. Панчен-Лами — лінія перероджень (тулку), яка існує з початку XVII століття. Представники цієї лінії вважаються еманаціями будди Амітабхі. «Панчен-лама» означає «великий учений», від санскритського pandit, учений і тибетського chen (великий).

## Сучасний Панчен-лама
Щодо нинішнього Панчен-лами виникла конфліктна ситуація. Уряд КНР присвоїло цей статус Ґ'ялцену Норбу, у той час як Тибетський уряд у вигнанні і Далай-лама XIV визнають Ґендуна Чок'ї Німу, який зник у 1995 році.
Панчен-лама несе особисту відповідальність за знаходження реінкарнації наступного Далай-лами, і навпаки. При цьому пошук наступної реінкарнації є суто релігійним питанням, пов'язаним із складними ритуалами і напрацьованими традиціями. Під час пошуку Панчен-лами остаточне рішення повинен приймати Далай-лама. Ця традиція виникла ще з часів п'ятого Далай-лами, Лобсанґа Ґ'яцо, який нарік Панченом свого наставника — Лобсанґа Чок'ї Ґ'ялцена, ученого з монастиря Ташилунпо у Шигацзе. Три попередні реінкарнації Лобсанґа Чок'ї Г'ялцена також були визнані Панчен-ламами.
У подальшому Далай-лама визнав п'ятим Панчен-ламою Лобсанґа Єше. Сьомий Далай-лама визнав шостим Панчен-ламою Палдена Єше, який, у свою чергу, розпізнав Восьмого Далай-ламу, а Восьмий Далай-лама розпізнав Сьомого Панчен-ламу.
Із моменту виникнення лінії, резиденцією Панчен-лами став зазначений вище монастир Ташилунпо, заснований у 1447 році Далай-ламою І Ґендуном Дубпою.
У першій третині XX століття відбувся конфлікт між Далай-ламою ХІІІ Тхуптеном Ґ'яцо і Панчен-ламою ІХ Тхуптеном Чок'ї Німою. На той час Тибет потребував сильної армії, і буддійський першоієрарх звелів зробити жорсткішою податкову політику по відношенню до монастирів. Це викликало незадоволення адміністрації Ташилунпо. У 1923 році Панчен-лама виїхав із Тибету в Богдо-Ханську Монголію, а звідти — у Східний Китай, де вступив у контакт із китайським урядом Гоміньдану, яке призначило його своїм «уповноваженим на західному кордоні». У 1932 році Далай-лама закликав Панчен-ламу повернутися, однак той відмовився. Протистояння закінчилося тільки зі смертю обох ієрархів у 1930-х роках.
У 1959 році, після того як в У-Цанг увійшли війська НОАК і Далай-лама емігрував до Індії, Панчен-лама Х став головною політичною фігурою в Тибеті. Однак через дев'ять років його посадили до китайської в'язниці, звільнивши тільки у 1977 році, при цьому до 1982 року він утримувався в Пекіні під домашнім арештом. У 1983 році він одружився з китаянкою, у нього народилася донька. У 1989 році, перебуваючи в Шигацзе, він несподівано помер у віці 51 року. Відомий факт, що перед смертю він виголосив промову із засудженням китайської окупації Тибету. Деякі організації критикували його, називаючи китайською маріонеткою, однак Далай-лама і більшість буддійських лам та вчених вважали, що він зробив усе можливе, потрапивши у скрутну ситуацію, і намагався всіляко допомогти людям.
14 травня 1995 року Далай-лама оголосив новим Панчен-ламою шестирічного Ґендуна Чок'ї Н'їма. Китайський уряд негайно відреагував і вказав на іншу дитину — Ґ'ялцена Норбу, а Ґендуна Чок'ї Н'їма було взято під захист правоохоронними органами КНР і його місцезнаходження до сьогодні невідоме.